# Отмъстителите: Война без край
„Отмъстителите: Война без край“ (на английски: Avengers: Infinity War) е американско фентъзи филм от 2018 г. за едноименния екип супергерои „Отмъстителите“ на Марвел Комикс. Режисьори са Антъни и Джо Русо, а сценарият е на Кристофър Маркъс и Стивън МакФийли. Това е 19-ият филм в киновселената на Марвел и е продължение на Отмъстителите: Ерата на Ултрон. Премиерата в САЩ е на 27 април 2018 г. и филмът има продължение през 2019 г. – Отмъстителите: Краят.
Във филма Отмъстителите и Пазителите на галактиката се опитват да предотвратят опитите на злия титан Танос (в ролята – Джош Бролин) да събере всички Камъни на безкрайността и да застраши съществуването на Вселената.
След премиерата си в САЩ, и в световен мащаб, филмът отбелязва значителен финансов успех в бокс офиса, спечелвайки само от премиерния си уикенд над 630 млн. долара в цял свят и около 250 млн. долара в САЩ и Канада. Оценките на критиците за сюжета на филма, актьорския състав и визуалните ефекти са предимно положителни. Според гласовете на зрителите в Световната филмова енциклопедия (IMDB), за момента филмът се нарежда на 15-о място във временната класация на IMDB – top 250.

## Резюме
Лудият титан Танос започва своята мисия да събере шестте Камъни на Безкрая, които ще му дадат силата да заличи половината от целия живот във вселената. Най-силните герои на Земята и Пазителите на Галактиката ще се изправят пред изпитанието на живота им и най-могъщия им враг.

## Актьорски състав
| Актьор               | Роля                                  |
| -------------------- | ------------------------------------- |
| Робърт Дауни Джуниър | Тони Старк / Железния човек           |
| Крис Евънс           | Стив Роджърс / Капитан Америка        |
| Крис Хемсуърт        | Тор                                   |
| Марк Ръфало          | Брус Банър / Хълк                     |
| Джош Бролин          | Танос                                 |
| Бенедикт Къмбърбач   | Стивън Стрейндж / Доктор Стрейндж     |
| Том Холанд           | Питър Паркър / Спайдър-Мен            |
| Чадуик Боузман       | Принц Т'Чала / Черната пантера        |
| Скарлет Йохансон     | Наташа Романов / Черната вдовица      |
| Антъни Маки          | Сам Уилсън / Соколът                  |
| Пол Бетани           | Вижън                                 |
| Елизабет Олсън       | Уанда Максимоф / Алената вещица       |
| Крис Прат            | Питър Куил / Звездният повелител      |
| Зоуи Салдана         | Гамора                                |
| Дейв Батиста         | Дракс Разрушителя                     |
| Брадли Купър         | Ракета (глас)                         |
| Вин Дизел            | Грут (глас)                           |
| Пом Клементиев       | Ментис                                |
| Карън Гилън          | Небюла                                |
| Себастиан Стан       | Джеймс „Бъки“ Барнс / Зимният войник  |
| Дон Чийдъл           | Джеймс „Роуди“ Роудс / Бойната машина |
| Гуинет Полтроу       | Пепър Потс                            |
| Том Хидълстън        | Локи                                  |
| Идрис Елба           | Хаймдал                               |
| Бенедикт Уонг        | Уонг                                  |
| Данай Гурира         | Окойе                                 |
| Летиша Райт          | Шури                                  |
| Уинстън Дюк          | М'Баку                                |
| Флоренс Касумба      | Айо                                   |
| Джейкъб Баталон      | Нед                                   |
| Уилям Хърт           | Тадиъс Рос                            |
| Кери Кондон          | П.Е.Т.Ъ.К.                            |
| Бенисио дел Торо     | Танилир Тиван / Колекционерът         |
| Рос Маркуанд         | Йохан Шмит / Червения череп           |
| Питър Динклидж       | Ейтри / Кралят на джуджетата          |
| Самюел Джаксън       | Ник Фюри                              |
| Коби Смолдърс        | Мариа Хил                             |
| Тери Нотари          | Кул Обсидиан                          |
| Том Вогън-Лаулър     | Ебони Мау                             |
| Кери Кун             | Проксима Миднайт                      |
| Майкъл Джеймс Шоу    | Корвус Глейв                          |
| Стан Лий             | Шофьор на автобус                     |
| Ариана Грийнблат     | Малката Гамора                        |